# Trick (skateboard)
Pour les articles homonymes, voir Tricks.

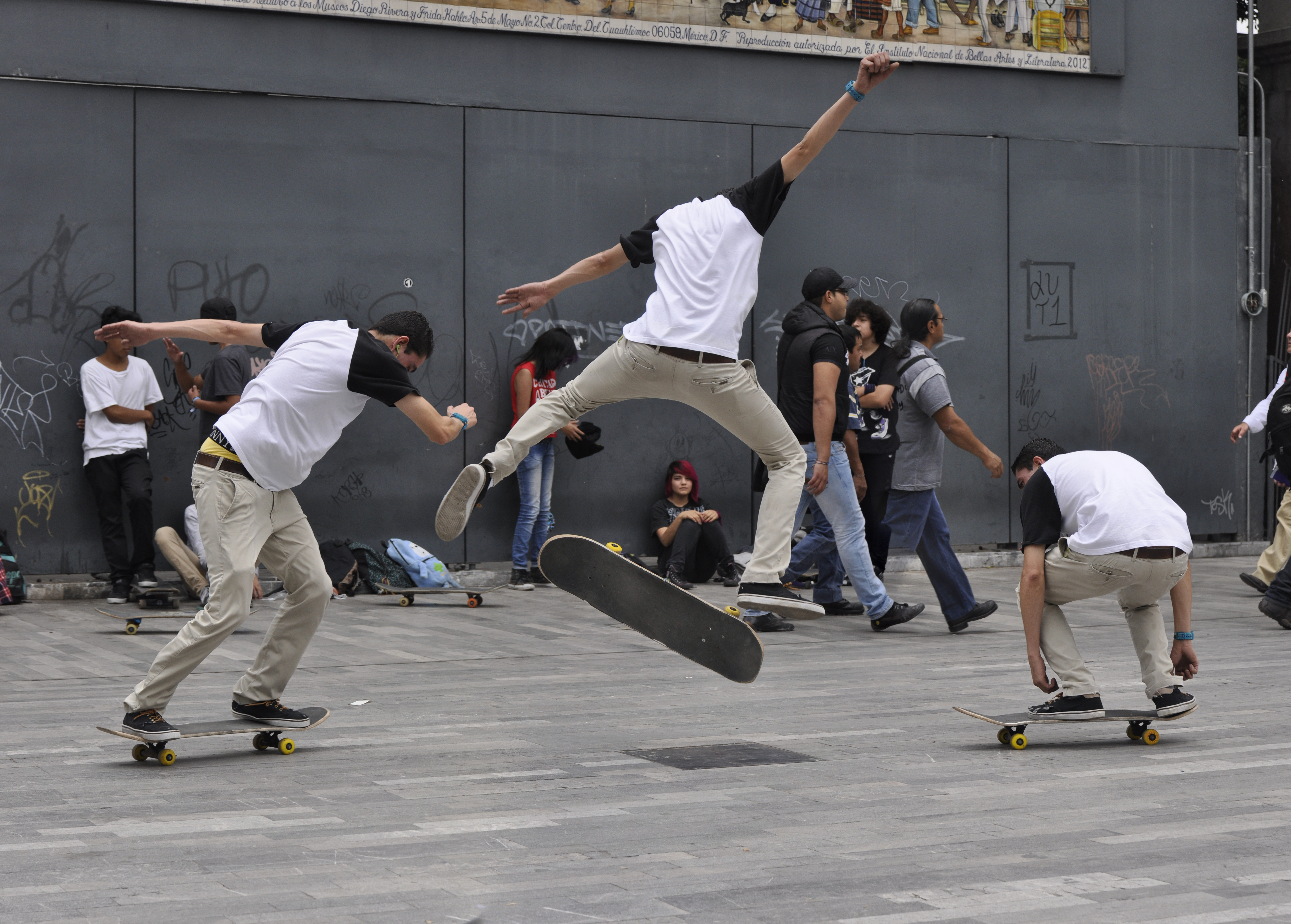
Trick en skateboard

Le trick est une figure acrobatique effectuée par le pratiquant d'un sport de glisse (skateboard, roller, trottinette…).

## Préambule: la position
Il existe deux positions de base en skateboard : regular et goofy. La première consiste à mettre le pied gauche au milieu de la planche et le pied droit à l'arrière, la seconde le contraire. Chaque skater a sa position de prédilection, le choix étant instinctif. Être goofy ou regular est souvent comme être gaucher ou droitier mais beaucoup de skaters gauchers sont regular et inversement.
Il y a également plusieurs façons de pousser la planche, pousser en mongo signifie pousser en gardant le pied arrière sur la planche, cette façon de pousser peut être inconfortable, en général on pousse avec le pied arrière en laissant le pied avant sur la planche.
Pour augmenter la difficulté d’une figure, on peut l’effectuer en "switch". Être en switch signifie que l’on se positionne en regular quand on est goofy, et vice-versa. Appelé au début "opposite", ou encore "switch stance", cette façon d’effectuer des tricks s’est popularisé au début des années 1990.
Il existe deux autres positions en dehors du normal et du switch : le nollie et le fakie. 
Le fakie consiste à rouler avec sa position de base, mais dans le sens inverse (à l'avant).
Le nollie consiste à rouler normalement mais avec le poids sur l'avant. 
Le fait qu’il y ait quatre positions possibles multiplie donc par quatre le nombre de tricks possibles, c’est ce qui fait la grande diversité des figures de skateboard. De plus les quatre positions ne changent pas seulement la position des pieds et du corps avant d’effectuer la figure, cela s’accompagne souvent d’un style, d’une façon différente de faire la figure.
En plus des quatre positions possibles des pieds, on précise souvent le sens de rotation du skateur ou de son skateboard, ou bien le côté avec lequel l'on aborde l'obstacle par le préfixe frontside ou backside (raccourci en front et back ou FS et BS).
Pour une rotation on précise si on tourne le dos en premier ou le torse, car le sens droit ou gauche ne tient pas compte de la position initiale des pieds sur la board lors du lancement du trick. Par exemple: un regular réalisant une rotation vers la droite effectue un backside 180, alors qu'un goofy effectuerait un frontside 180.
Pour un slide, on dit back si l'obstacle à slider (banc, rail, rampe d'escalier) est situé "dans le dos" (back en anglais) du skateboarder et front si l'obstacle se trouve "devant" (front en anglais) le skateboarder.
Notons qu'un trick en backside n'est pas forcément plus difficile qu'en frontside.
Par exemple: pour le boardslide, aborder la barre en backside permet de glisser face à la descente, mais en arrivant face à la barre (en frontside, donc) on se retrouve a glisser de dos.
Ces termes sont utilisés dans tous les sports où il est possible de réaliser des sauts périlleux: un backflip (ou salto arrière) ou un frontflip (ou salto avant).

## Type de trick
Le trick de base en skateboard est le ollie (saut), dont le but est de faire s’élever la planche tout en restant dessus et en ne se servant que des pieds.

### Kickflip
« Entrer un kickflip » consiste à s’élever dans les airs et à faire tourner le skateboard d’une façon prédéfinie et à retomber dessus. Cette rotation se fait vers l'intérieur (dans le sens des talons). Les kickflips peuvent s’effectuer à l’arrêt ou tout en roulant. Ils sont également appelés « tricks de flat », car ils peuvent se faire sur un terrain plat.
Il existe des dizaines de flips différents — le heelflip, le disco flip… — le plus célèbre étant sans doute le kickflip (aussi appelé 'flip'). La combinaison des flips de base donne des flips plus complexes tels que le varial flip (combinaison d'un kickflip avec un pop shove-it), le varial heelflip (combinaison d'un Heelflip avec un front pop shove-it), le 3-6 flip (ou Treflip en anglais, combinaison d'un kickflip avec un 3-6 shove-it), il y a de plus des flips de difficulté plus élevée tels que le hardflip, le Inward Heelflip, le Casper heelflip, le diary flip (consistant à faire un double 3-6 flip, ou 720 flip en fakie, trick inventé par Ludovic Dechel), etc. On peut réaliser tous ces tricks en diverses positions comme en fakie, en nollie ou en switch (différentes positions sur la board).
Pour bien réussir un flip, il faut des heures d’entraînement et une technique bien développée, la plus grande difficulté étant généralement de retomber sur la planche une fois la figure effectuée.
L'objectif étant ensuite de rentrer ces figures sur des gaps de plus en plus difficiles et en les combinant parfois à d'autres tricks (flip to lipslide, fs 180 to nosegrind, fs flip…) pour réaliser des « lignes de tricks » (enchaînement de tricks).

### Grab ou trick aérien
Un grab consiste à s’élever dans les airs, à saisir sa planche avec une — ou les deux — mains tout en la laissant en dessous des pieds, puis à retomber sur le sol. Nous pouvons citer le nosegrab, le tailgrab, le indy, le melon grab et d’autres grabs bien plus difficiles comme le japan air, le benihana, le cannonball (skateboard) ou le christ air. Il y a aussi le Judo et le Madonna.

#### 180°, 360°... (rotation)
Figure consistant à tourner sur soi-même,   et correspondant aux degrés, comme sur un rapporteur. Par exemple: imaginez que rouler droit équivaut à 0°(puisqu'il n'y a aucune rotation) et bien 180°,  sur un rapporteur, c'est l'opposé. faire un demi tour correspond donc à faire un 180°. Le double, 360° correspond quant à lui à faire un tour complet, 720 = 2 tours, 900 = 2 tours et demi (exécuté pour la première fois de l'histoire par Tony Hawk) 1080 = 3 tours etc. Le record de rotations en compétition est un 1260 (trois tours et demi), réalisé pour la première fois par Mitchie Brusco en août 2019.
Cependant, cette notation ne peut être applicable que lorsque l'on est dans les airs, en ayant « popper »  la planche. Un ollie 180, est en réalité un saut + un demi tour dans les airs, la rotation implique donc une nouvelle difficulté en plus du reste pour exécuter une figure encore plus impressionnante. La planche devra elle aussi faire une rotation, par exemple pour un kickflip 360, la planche fait la rotation habituelle du kickflip + une rotation d'un tour complet sur elle-même, dans le  même sens que le skateboarder.

### Slide et grind
Il s’agit des tricks que l’on effectue sur une barre (un rail), un curb, ou tout autre pièce de mobilier urbain s’y prêtant. Ces tricks sont ainsi appelés tricks de « street ». Le but est de sauter, d’atterrir sur la cible, de se laisser glisser dessus, puis de retomber sur la terre ferme. 
Lorsque le contact entre le rail et le skateboard s’effectue au niveau de la planche ou des roues (p.e. : le boardslide ou le bluntslide) on appelle ça un slide. Lorsque ce contact se passe au niveau d'un ou des trucks (par exemple le nosegrind), il s'agira d'un grind. Lorsque l'on combine truck et planche touchant, on parlera également d'un grind (p.e. : le feeble(-grind)).
Il existe une multitude de grinds et slides. Citons :
- le 50-50 ou grind, le contact entre le skate et le rail se fait au niveau des deux trucks en même temps.
- le nosegrind, le contact se fait au niveau du truck avant.
- le 5-0, le contact se fait au niveau du truck arrière.
- le boardslide et le lipslide, le contact se fait au niveau de la planche, entre les deux axes. Le lipslide lui consiste à faire une rotation en backside ou en frontside de 90° au-dessus d'un obstacle et de se positionner en boardslide, et plus précisément en switch boardslide.
- le darkslide, figure inventée et popularisée par Rodney Mullen, la planche fait un demi-flip et le slide se fait donc sur le grip de la planche.
- le feeble consiste à passer le truck avant par-dessus la barre et à grinder sur le truck arrière tout en slidant avec la planche.
- le smith consiste à passer le truck arrière sur la barre et le truck avant en dessous de la barre tout en grindant.

un "frontside crooked grind"

### Manual
Les manuals (ou wheeling) consistent à rouler non plus sur les quatre roues mais sur deux seulement. Si on roule uniquement sur les roues arrière, on parle tout simplement de Manual, et si l'on se déplace au contraire sur les roues avant, on parle alors de nose manual, on peut aussi, plus rarement, rouler sur les roues de droite ou de gauche.
Il existe également des manuals sur une seule roue, (one-wheel manuals) ainsi que des manuals effectués avec seulement un pied sur le skate (one-foot manuals).
Les manuals sont souvent combinés avec d'autres tricks, qui sont exécutés avant ou après : le flip to manual est un flip après lequel on atterrit sur les deux roues arrière tout en gardant l'équilibre. Le manual to flip out est un manual suivi d’un flip (après lequel on atterrit alors bien sur quatre roues), lancé depuis la position de wheeling. À partir de ces concepts, on peut faire de multiples combinaisons (flip to manual to flip out par exemple).

### Autres tricks de flat
• Le No-comply: Il s'agit de poser le pied avant à terre et de
popper avec le pied arrière. Le plus souvent, une demi-rotation  s'accompagnera de ce trick: le no-comply 180.
• Le Boneless: Il faut aussi poser le pied avant à terre mais cette fois, il faut attraper la planche avec la mains puis  sauter en poussant avec le pied à terre. Il est possible de faire des rotations (180, 360...)
• L'ollie North ou South: Il s'agit un ollie où le pied avant sort de la planche en dépassant le nose puis reviens. De même pour le south, mais avec le pied arrière.
• Le bigspin: C'est la combinaison entre un shov-it 360 et d'un body varial 180 (le corps fait un demi tour)
• Le bigflip: C'est la combinaison d'un shov-it 360, d'un kickflip et d'un body varial 180

## Old school
- No-Comply : consiste à faire glisser son pied avant hors de la planche pour lui faire toucher le sol. Le pied arrière étant sur le tail, la planche va basculer en arrière comme pour un pop. Lors du pop, le pied arrière va "gripper" vers le nose, élevant le skate. En même temps, le pied avant (qui est au sol) propulse le skateur en l'air et va se repositionner à l'avant du skate pour la replaque. Ce trick est souvent associé à d'autres tricks, le plus fréquemment des rotations simples du skateur (No comply Frontside 180 étant la variante la plus populaire, plus populaire encore que le no comply simple qui requiert plus de pratique)
- Boneless : le pied avant descend au sol, le pied arrière ne quitte pas le tail, le skate bascule donc en arrière. Le skateur attrape son skate sur le côté extérieur et saute en avant, en gardant son pied arrière collé au tail. Le pied avant vient se repositionner à l'avant du skate et le skateur lâche la planche pour la replaque.
- Caveman : sur le même principe que le No Comply, le pied avant descend au sol mais le pied arrière pop en même temps ce qui propulse la planche à la verticale. Le skateur l'attrape alors par le nose lui faire faire un mouvement de balancier, lance sa planche sous ses pieds au retour du balancier et saute dessus.
- Primo : il s'agit du fait de se mettre debout en équilibre sur le skate quand il est sur la tranche.
- Hand stand : faire un poirier sur le skateboard.

### Trick au coping
Il s'agit des tricks que l'on peut effectuer sur le coping (Barre située au sommet d'une rampe):
- le rock to fakie : Le rock to fakie consiste à faire monter le trucks avant de la planche au dessus du coping puis de soulever ce trucks pour revenir dans la pente et rouler en fakie[2].
- le rock n roll : le rock and roll consiste comme le rock to fakie à faire monter le trucks avant au dessus du coping et de par un mouvement du buste se retourner pour rouler normalement.
- le axel
- le disaster :
- les grinds qui sont tous possibles au coping

### Vocabulaire
Le vocabulaire employé pour définir les tricks dépend énormément de l’endroit où l’on se trouve et de la génération de skaters à laquelle on appartient. La plupart des tricks ont ainsi plusieurs noms, et certains noms plusieurs prononciations.
- Mettre, rentrer un trick signifie l'effectuer correctement, du début à la fin, c'est-à-dire que l'on fait le mouvement et que l'on retombe sur sa planche avec un ou deux pied(s), éventuellement avec la possibilité de continuer à rouler. Particulièrement, on dit également replaquer un ollie.
- Lancer (un flip particulier) consiste à s'élever dans les airs et à faire tourner la planche selon le mouvement correspondant.  Généralement, dire que l'on sait lancer tel ou tel flip signifie que l'on ne sait pas encore retomber sur sa planche convenablement après l'avoir fait.
- Catcher la planche représente le moment où, pendant une figure aérienne, le skateur "rattrape" la planche de skate avec ses pieds, reprenant ainsi la même position qu'avant le trick, tout en étant toujours en l'air.
- Popper consiste à taper rapidement le sol avec le nose ou le tail de la planche pour s'élever dans les airs. Quand une figure est bien poppée c'est qu'elle a été élevée assez haut en l'air.
- Le wheeling se prononce à l'anglaise « /wiːlɪŋ/ ».
- Le 50-50 se prononce soit à l'anglaise (fifty-fifty), soit à la française (cinquante-cinquante).
- Le kickflip est souvent appelé simplement « flip ».
- Le heelflip est parfois appelé simplement « heel ».

## Jeux vidéo
De nombreux jeux sur le thème du skate reprennent la dynamique du sport et de ses tricks. 
On peut citer la série de jeux Tony Hawk's qui est axée vers l'arcade et dans laquelle les figures les plus complexes peuvent s'effectuer en pressant une série de boutons, ou la série de jeux Skate qui est plus réaliste, se présentant comme une véritable simulation de skateboard, chaque trick demandant un apprentissage préalable et rigoureux. 